# Tramvajová trať Sídliště Barrandov – Slivenec

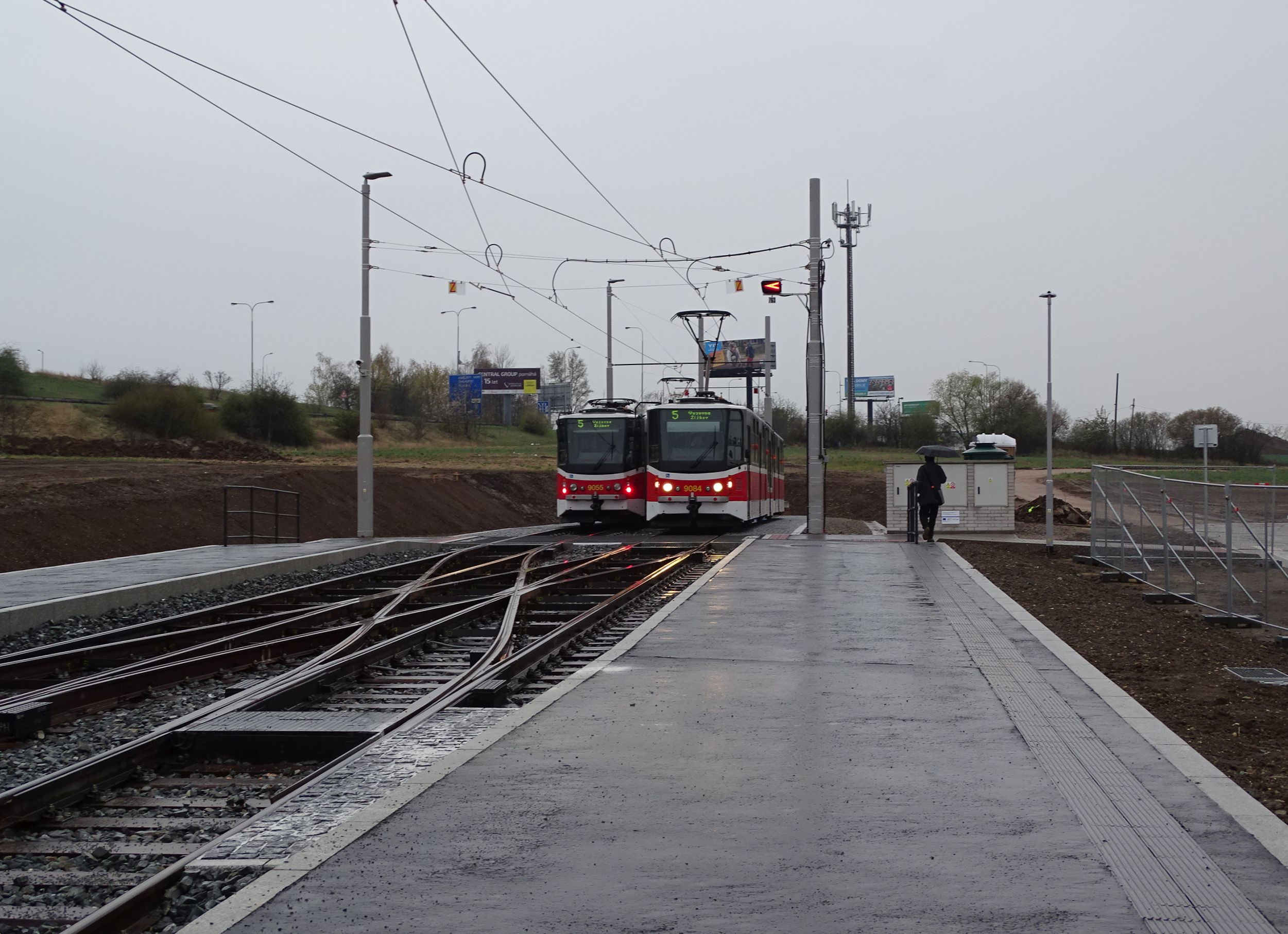
Dočasné obratiště Holyně v roce 2022

Tramvajová trať Sídliště Barrandov – Slivenec je trať v Praze vedoucí ze Sídliště Barrandov do Slivence, která navazuje na trať z Hlubočep. Úsek Sídliště Barrandov – Holyně byl zprovozněn 9. dubna 2022, navazující část trati do Slivence pak 13. října 2023.

## Popis trati
Trať začíná napojením na stávající obratiště Sídliště Barrandov, které bylo upraveno a ponecháno pro ukončení některých linek. Na 1,5 km dlouhé trati jsou tři páry nových zastávek (Náměstí Olgy Scheinpflugové, Holyně a Slivenec). Zastávka Náměstí Olgy Scheinpflugové obsluhuje bytové domy Kaskády a Výhledy Barrandov. Zastávka Holyně, ke které je veden přístup pro pěší, obsluhuje stávající zástavbu v Holyni. Od zprovoznění prvního úseku 9. dubna 2022 až do 23. září 2023, kdy začala výluka kvůli napojování druhého úseku, byla zastávka provozována jako dočasná úvraťová konečná. Tramvajová trať dále kříží ulici K Holyni a přibližuje se k ulici K Barrandovu, u které je v katastru Slivence vybudováno smyčkové obratiště se zastávkou Slivenec. Rovněž v této oblasti je plánována nová bytová zástavba.
Většina trati včetně zastávek Náměstí Olgy Scheinpflugové a Holyně spadá do katastrálního území Hlubočepy, koncová smyčka Slivenec spadá do katastrálního území Slivenec. Na katastru Holyně nemá trať žádnou zastávku, koncový úsek trati před smyčkou (západně od ulice U Náhonu) vede zhruba po hranici katastrů Slivence a Holyně.

## Historie
V červnu roku 2020 byla dokončena nultá etapa projektu. Jednalo se o stavební úpravu kolejové smyčky a obratiště Sídliště Barrandov, založení kolejového rozvětvení ve směru připravované tratě do Slivence a položení zhruba 40 metrů nových kolejí; zhotovitelem této etapy byla firma Eurovia, která ji provedla za 41,7 milionu korun.
Dne 3. listopadu 2020 DPP získal pravomocné stavební povolení na 1. etapu nové tramvajové tratě do Slivence, tj. na úsek Sídliště Barrandov – Holyně se dvěma novými zastávkami: Kaskády a Holyně. Jeden kilometr dlouhý úsek byl řešen úvratí. DPP v tu dobu již hledal zhotovitele; zájemci se mohli hlásit do 9. prosince. Trať u Werichovy ulice měla být zatravněna pro zlepšení místních klimatických podmínek a zvýšení estetické hodnoty. Kvůli úvraťovému řešení se měla zatím prodloužit jen linka č. 5. Začít stavět se mělo na jaře roku 2021 a dokončeno mělo být na přelomu let 2021 a 2022. Bylo v plánu postavit i konečný úsek do smyčky Slivenec.
Dne 11. června 2021 začala výstavba 1. etapy. Novou trať postavila společnost Strabag Rail, celkové náklady činily 169 milionů Kč. Na kilometrovém úseku vznikly dvě zastávky: Náměstí Olgy Scheinpflugové (původně Kaskády) a Holyně. Cestující se podle DPP měli po nové trati poprvé svézt nejpozději na konci dubna 2022, její výstavba trvala deset měsíců. Příprava stavby trvala 14 let. V listopadu 2021 začala pokládka kolejnic. V prostřední částí tratě, v oblasti budoucího náměstí Olgy Scheinpflugové a zastávky Kaskády stavaři dokončovali práce na odvodnění. V lednu 2022 společnost Strabag Rail začala vztyčovat sloupy trakčního vedení, projekt se nacházel ve fázi montáže tramvajového svršku.
Dne 17. února 2022 získal dopravní podnik pravomocné stavební povolení na 2. etapu tramvajové tratě Sídliště Barrandov – Slivenec. Na zhotovitele stavby DPP připravoval veřejnou zakázku, plánoval ji vyhlásit v průběhu léta. Současně se ucházel o možnost spolufinancování výstavby z prostředků Evropské unie z Operačního programu Doprava. Zahájení samotné stavby Dopravní podnik předpokládal na jaře roku 2023. Tento úsek dlouhý cca 500 metrů je zakončen smyčkou o celkové délce zhruba 600 metrů. Smyčka Slivenec má dvě předjízdné koleje a celkovou kapacitu až deset tramvají typu 15T. Jeden pár zastávek je přímo v obratišti. Praha také prověřovala možnost vybudování P+R parkoviště u smyčky Slivenec.
Podle Adama Scheinherra má být postavení tratě před nastěhováním nových obyvatel výhodou: „Získali jsme stavební povolení na další etapu stavby tramvajové trati do Slivence. V okolí nové trati vyroste nová městská čtvrť pro 8 000 lidí. V okamžiku jejich nastěhování už tam ale budou mít přivedenou tramvaj, která je pohodlně dostane do centra města. Stavět nová města ve městě a zároveň i dopravní infrastrukturu, díky kterému bude dobře fungovat, je jediný správný přístup k rozvoji města […].“
Dne 3. dubna 2022 byla dokončena první etapa stavby a 8. dubna proběhlo slavnostní otevření tratě do Holyně. Pravidelný provoz na tomto úseku byl zahájen 9. dubna 2022 dočasně linkou 4 (výlukové vedení), kterou od 12. dubna 2022 trvale nahradila linka 5.
Před zprovozněním úseku trati do Holyně došlo ke změně plánovaného názvu zastávky Kaskády na Náměstí Olgy Scheinpflugové.
Výstavba druhé etapy Holyně–Slivenec započala v únoru 2023, úsek byl zprovozněn 13. října 2023.

## Změny linkového vedení
Po dokončení 1. etapy roku 2022 jezdila na dočasnou úvrať Holyně v trvalém stavu linka číslo 5. Během výluk sem však zavítaly i jiné linky. Od 2. července do 27. srpna 2022 byla z důvodu modernizace tratě Poliklinika Modřany – Sídliště Modřany a rekonstrukce Barrandovského mostu linka číslo 21 vedena v trase Holyně – Anděl – Palackého náměstí – Nádraží Braník – Poliklinika Modřany. Tato trasa byla vybrána kvůli lepší obsluze okolí Barrandovského mostu a nedostatku obousměrných tramvají. Od 24. října do 4. listopadu 2022 byla linka číslo 12 prodloužena z konečné Sídliště Barrandov do zastávky Holyně. Ve centru města byla linka ze zastávky Vltavská odkloněna přes zastávky Bílá Labuť a Masarykovo nádraží do obratiště Hlavní nádraží. Tato trasa byla zvolena z důvodu opravy trati na Bubenském nábřeží a na Karlově náměstí a opět nedostatku obousměrných tramvají. Posledním hostem v Holyni byla linka číslo 4, která byla od 15. července do 11. srpna vedena v trase Anděl–Holyně. K tomuto vedení linky došlo z důvodu rekonstrukce trati v Plzeňské ulici a následnému nedostatku obousměrných tramvají. 
Po dokončení 2. etapy v roce 2023 bylo opět upraveno linkové vedení. Linky číslo 4, 5 a 94 byly ve směru z centra ze zastávky Sídliště Barrandov protaženy až do nového obratiště Slivenec. Linky č. 12 z Výstaviště a č. 20 z Dědiny i nadále končí na Barrandově.
Po zprovoznění první části trati do Holyně byla přejmenována stávající autobusová zastávka Holyně na název Stará Holyně a po dokončení druhé etapy došlo k přejmenování autobusových zastávek Slivenec na Škola Slivenec a Slivenecká na V Bokách.